# Juan Castaño Quirós
Juanele, właśc. Juan Castaño Quirós (ur. 10 kwietnia 1971 w Gijón) – piłkarz hiszpański grający na pozycji napastnika.

## Kariera klubowa
Juanele urodził się w Gijón i tam też rozpoczął karierę w klubie Sporting Gijón. Do 1991 roku występował w rezerwach, a w Primera División w barwach pierwszego zespołu zadebiutował 1 września 1991 w wygranym 1:0 wyjazdowym spotkaniu z Realeó Valladolid. Natomiast pierwszego gola w La Liga Juan strzelił 4 listopada w spotkaniu z Espanyolem Barcelona, wygranym przez Sporting 3:0. W ataku Sportingu występował wraz ze Słowakiem Milanem Luhovym i zajął z tym klubem 8. miejsce w lidze. W kolejnych dwóch sezonach Sporting zajmował jednak miejsca w środku tabeli, a Juanele zdobywał w nich odpowiednio 7 i 8 goli.
W 1994 roku Juanele przeszedł do CD Tenerife, a pierwszy mecz w jego barwach rozegrał 4 września. Tenerife zremisowało w nim 2:2 z Realem Saragossa. W sezonie 1995/1996 grając w ataku z Juanem Antonio Pizzim (król strzelców ligi z 31 golami) doprowadził wyspiarski klub do 5. miejsca w lidze. W sezonie 1996/1997 dotarł z Tenerife aż do półfinału Pucharu UEFA, ale jego klub przegrał z FC Schalke 04, późniejszym zdobywcą pucharu (1:0, 0:2). W kolejnych sezonach Juanele nie odnosił już sukcesów z Tenerife, a w sezonie 1998/1999 spadł z nim do Segunda División.
Latem 1999 Juanele został zawodnikiem Realu Saragossa. 22 sierpnia zadebiutował w jego barwach w przegranym 0:2 meczu z FC Barcelona. W całym sezonie zdobył 9 goli (najwięcej w karierze podczas jednego sezonu) i był drugim najlepszym strzelcem drużyny obok Serba Savo Miloševicia. Real zajął wówczas 4. miejsce w La Liga. W 2001 roku Juanele po raz pierwszy w karierze zdobył Puchar Króla. W 2002 roku spadł jednak z klubem z Saragossy do Segunda División i tam spędził jeden sezon. Po powrocie klubu do pierwszej ligi był tylko rezerwowym i zaliczył ledwie 6 spotkań. Zdobył też swój drugi krajowy puchar. W 2004 roku odszedł do zespołu Terrassa FC i w 2005 roku został z nim zdegradowany do Segunda División B. W 2005 roku zakończył piłkarską karierę.
| Sezon   | Klub           | Kraj      | Rozgrywki          | Mecze | Bramki |
| ------- | -------------- | --------- | ------------------ | ----- | ------ |
| 1991/92 | Sporting Gijón | Hiszpania | Primera División   | 24    | 3      |
| 1992/93 | Sporting Gijón | Hiszpania | Primera División   | 32    | 7      |
| 1993/94 | Sporting Gijón | Hiszpania | Primera División   | 35    | 8      |
| 1994/95 | CD Tenerife    | Hiszpania | Primera División   | 29    | 5      |
| 1995/96 | CD Tenerife    | Hiszpania | Primera División   | 25    | 7      |
| 1996/97 | CD Tenerife    | Hiszpania | Primera División   | 35    | 8      |
| 1997/98 | CD Tenerife    | Hiszpania | Primera División   | 29    | 2      |
| 1998/99 | CD Tenerife    | Hiszpania | Primera División   | 33    | 5      |
| 1999/00 | Real Saragossa | Hiszpania | Primera División   | 34    | 9      |
| 2000/01 | Real Saragossa | Hiszpania | Primera División   | 34    | 4      |
| 2001/02 | Real Saragossa | Hiszpania | Primera División   | 30    | 3      |
| 2002/03 | Real Saragossa | Hiszpania | Segunda División   | 26    | 3      |
| 2003/04 | Real Saragossa | Hiszpania | Primera División   | 6     | 0      |
| 2004/05 | Terrassa FC    | Hiszpania | Segunda División   | 16    | 1      |
| 2005/06 | Terrassa FC    | Hiszpania | Segunda División B | ?     | ?      |

## Kariera reprezentacyjna
W reprezentacji Hiszpanii Juanele zadebiutował 19 stycznia 1994 roku w zremisowanym 2:2 w Vigo towarzyskim spotkaniu z Portugalią. W tym samym roku został powołany przez Javiera Clemente do kadry na Mistrzostwa Świata w USA, jednak nie zagrał tam w żadnym spotkaniu. W kadrze narodowej rozegrał 5 meczów i strzelił 2 gole.